# Collimonas humicola
Collimonas humicola es especie de  bacteria gramnegativa del género Collimonas. Fue descrita en el año 2021. Su etimología hace referencia a su hábitat como habitante del suelo. Es aerobia e inmóvil. Forma colonias blancas, traslúcidas, lisas y convexas en agar R2A. También puede crecer en agar TSA, NA y LB. Temperatura de crecimiento entre 4-37 °C, óptima de 28-30 °C. Catalasa y oxidasa positivas. Tiene un tamaño de genoma de 5,6 Mpb y un contenido de G+C de 59,4%. Se ha aislado de suelo forestal en China.